# Певачови
Певачови (Parulidae), наричани също певачи и парулиди, са семейство дребни птици от разред Врабчоподобни (Passeriformes).
Включва 18 рода с около 120 вида, разпространени в Америка, с най-голямо разнообразие на видовете в северната част на Централна Америка. Хранят се главно с насекоми, като повечето видове са дървесни, а малък брой живеят по земята.

## Родове
Семейство Певачови
- Род Basileuterus
- Род Cardellina
- Род Catharopeza
- Род Geothlypis
- Род Helmitheros
- Род Leiothlypis
- Род Leucopeza
- Род Limnothlypis
- Род Mniotilta – Пъстри дървесници
- Род Myioborus
- Род Myiothlypis
- Род Oporornis
- Род Oreothlypis
- Род Parkesia
- Род Protonotaria – Лимонени певачи
- Род Seiurus
- Род Setophaga
- Род Vermivora